# محمدجواد فتحی
محمدجواد فتحی (زاده ۱۳۴۴ رامهرمز) سیاستمدار اصلاح طلب و نمایندهٔ اسبق مردم تهران، ری، شمیرانات، اسلامشهر و پردیس، در دهمین دوره مجلس شورای اسلامی است. وی دارای مدرک دکتری حقوق و عضو هیئت علمی و دانشیار دانشگاه تهران است.

## نماینده تهران در مجلس دهم
در دهمین دوره انتخابات مجلس شورای اسلامی، محمدجواد فتحی، در لیست سی نفرهٔ ائتلاف فراگیر اصلاح طلبان: گام دوم در تهران حضور داشت و توانست با کسب ۱٬۱۳۹٬۷۱۰ رأی، در رتبهٔ بیست و دوم تهران، وارد مجلس دهم شود.

## سوابق و مسئولیت‌ها

### سوابق و مسئولیت‌های اجرایی
- نمایندهٔ دفتر ریاست‌جمهوری در وزارت جهاد کشاورزی (دورهٔ اول ریاست‌جمهوری آیت‌الله هاشمی رفسنجانی)
- معاون دفتر ارتباطات مردمی ریاست‌جمهوری (دورهٔ اول ریاست‌جمهوری آیت‌الله هاشمی رفسنجانی)
- مدیر کل بازرسی و پیگیری‌های ویژهٔ سازمان تعزیرات حکومتی (۱۳۷۶–۱۳۷۴)
- وکیل پایهٔ یک کانون وکلای دادگستری مرکز (۱۳۷۴ تا کنون)
- قائم‌مقام رئیس پردیس فارابی دانشگاه تهران (۱۳۷۹–۱۳۷۷)
- معاون اداری و مالی پردیس فارابی دانشگاه تهران (۱۳۷۹–۱۳۷۷)
- معاون دانشجویی و فرهنگی پردیس فارابی دانشگاه تهران (۱۳۸۲–۱۳۸۰)
- رئیس دانشکدهٔ حقوق پردیس فارابی دانشگاه تهران (۱۳۹۱–۱۳۸۷)
- مدیر گروه حقوق پردیس بین‌المللی ارس دانشگاه تهران (۱۳۹۰–۱۳۹۶)
- مدیر کل حقوقی سازمان امور دانشجویان وزارت علوم (۱۳۹۴–۱۳۹۳)
- عضو شورای حقوقی دانشگاه تهران (۱۳۹۳ تا کنون)
- عضو کمیتهٔ منتخب شورای بورس وزارت علوم (۱۳۹۵–۱۳۹۳)
- مدیر مسئول انتشارات ترنم قلم
- نمایندهٔ مردم شریف تهران، ری، شمیرانات، اسلامشهر و پردیس در دورهٔ دهم مجلس شورای اسلامی
- عضو کمیسیون حقوقی و قضایی مجلس شورای اسلامی در دورهٔ دهم
- عضو کمیسیون تطبیق مصوبات دولت در دورهٔ دهم مجلس شورای اسلامی
- رئیس فراکسیون پیش‌گیری از جرائم و آسیب‌های اجتماعی مجلس شورای اسلامی
- نائب رئیس مجمع نمایندگان استان تهران در مجلس شورای اسلامی مجلس شورای اسلامی

### سوابق علمی و آموزشی
- بیش از ۲۰ سال تدریس در مقاطع کارشناسی، کارشناسی ارشد و دکتری حقوق در دانشگاه‌های تهران، قم، مفید و علوم پزشکی تهران
- تألیف کتب و مقالات متعدد علمی، پژوهشی و تخصصی در مجلات معتبر
- استاد راهنما و مشاور بیش از ۱۰۰ پایان‌نامه و رسالهٔ دانشجویان در مقاطع کارشناسی ارشد و دکتری
- استاد برگزیدهٔ جشنوارهٔ آموزشی دانشگاه تهران (سال ۱۳۹۲)